# Ящірка прудка
Ящірка прудка (Lacerta agilis) — вид ящірок родини ящіркових (Lacertidae). Один із 10 видів роду ящірок (Lacerta) Найпоширений вид ящірок Північної Євразії. Типовий мешканець лучних ландшафтів. Раритетний вид плазунів, занесений до Бернської конвенції та ряду інших природоохоронних документів.  Описано 11 підвидів.

## Етимологія
Наукова назва виду походить від лат. agilis, що означає «рухливий», «спритний», «швидкий».
Назва на інших мовах: Sand Lizard (англ.; дослівно «піщана ящірка»); Zauneidechse (нім.; дослівно «піщана ящірка»); Lezard des Souches (фр.; дослівно «стовбурова ящірка»); Lagarto Ágil (ісп.; дослівно «спритна ящірка»); lucertola agile (італ.; дослівно «прудка ящірка»); прыткая ящерица (рос.).

## Опис

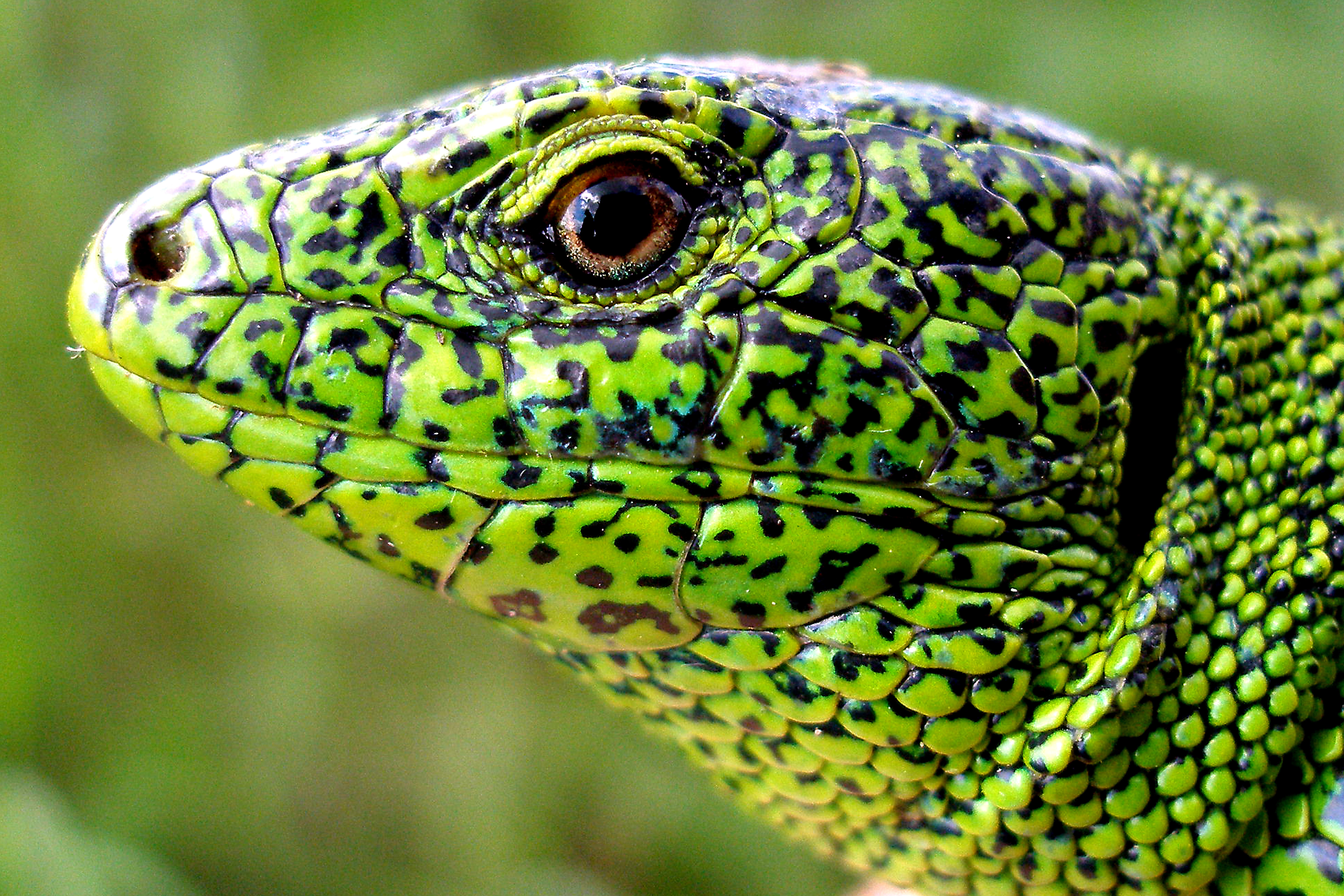
Голова самця Lacerta agilis agilis

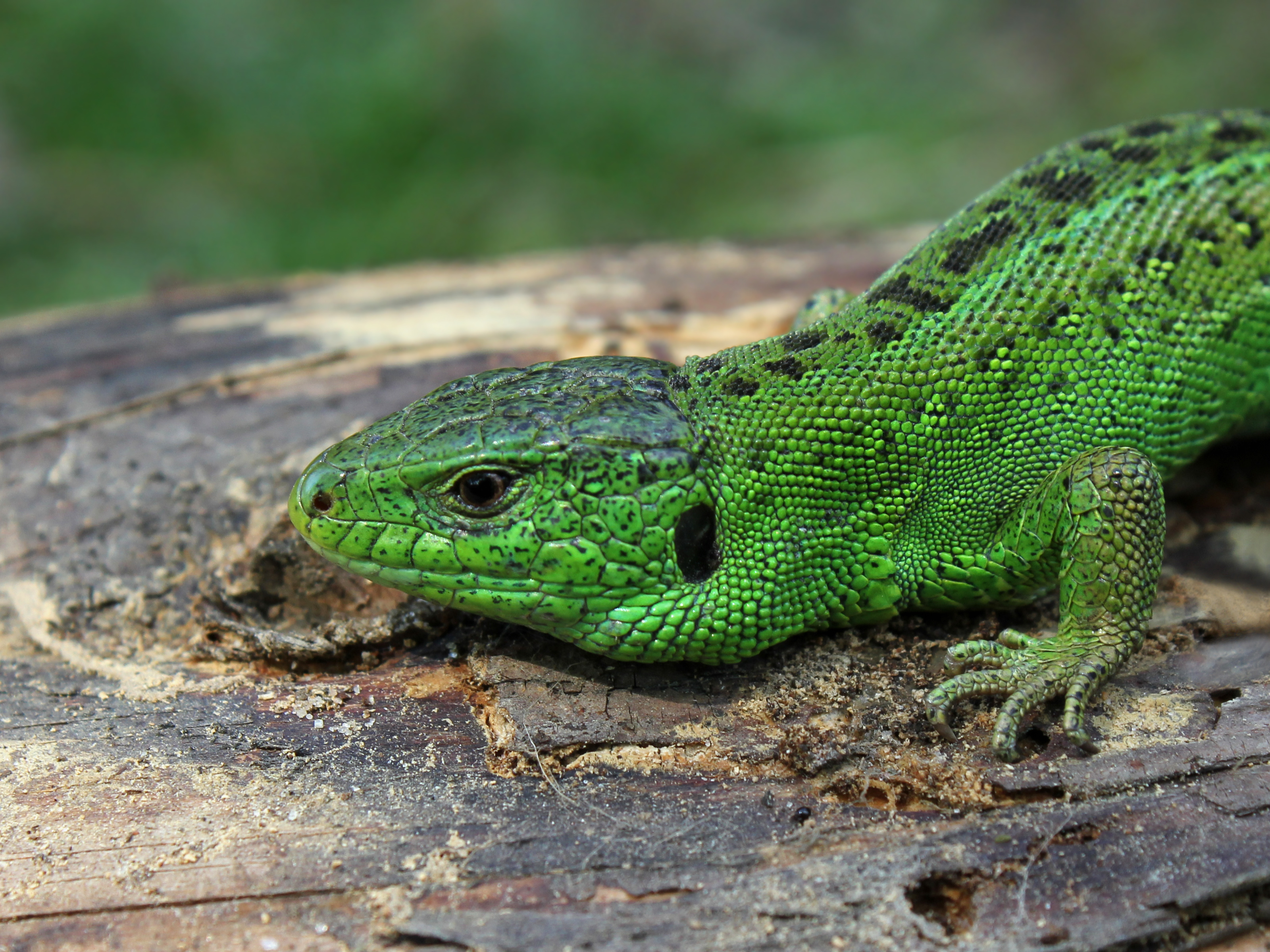
Самець у період спаровування

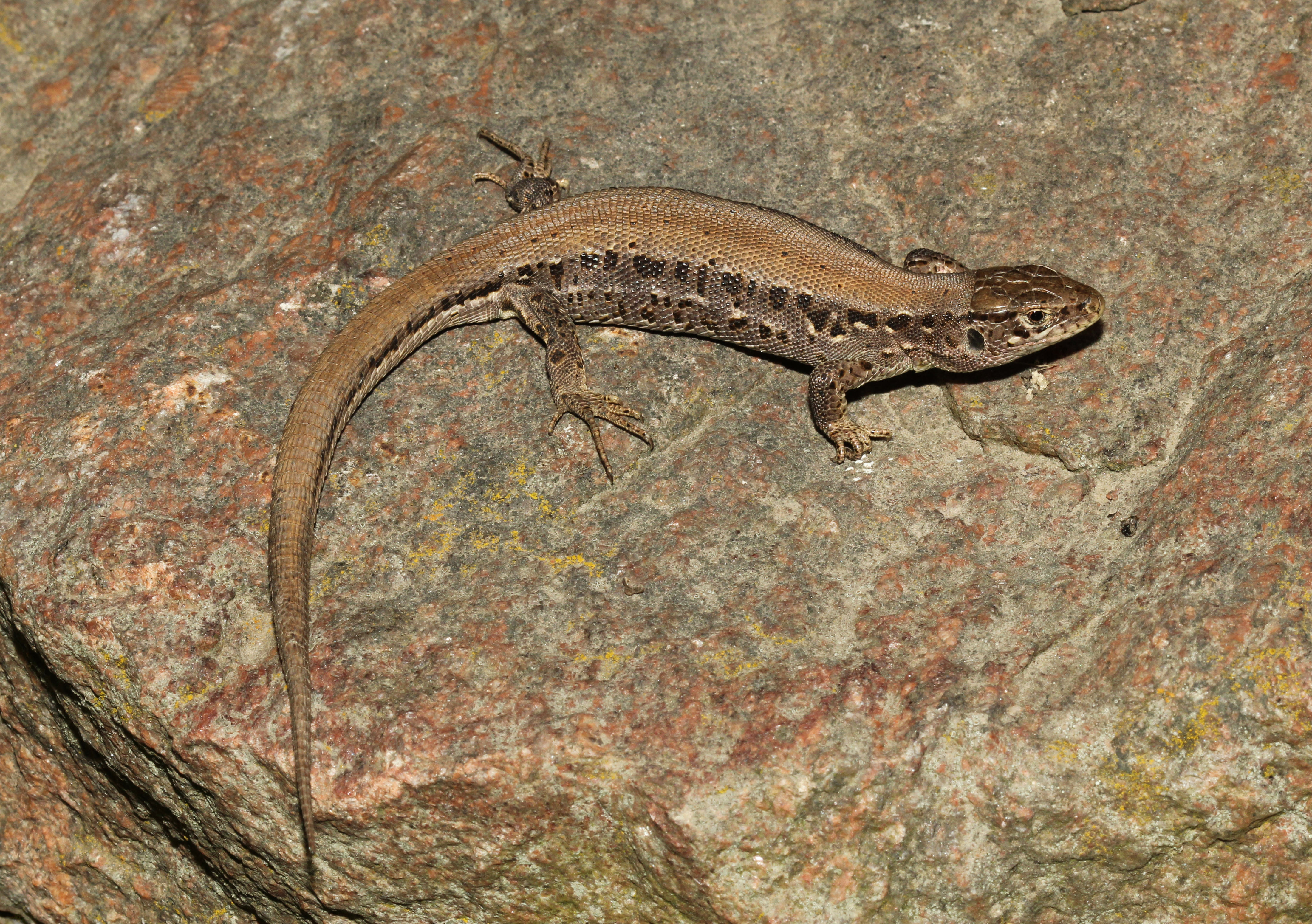
Самиця Lacerta agilis argus

Ящірка середнього розміру завдовжки (L.+ L.cd.) до 32 см. Довжина тіла від кінчика морди до клоаки (L.) в самців до 108 мм, у самиць — до 114 мм (в Україні — до 110 мм). Хвіст (L.cd.) відносно довгий, іноді вдвічі  перевищує довжину тулуба з головою: відношення  L./L.cd. становить 0,49—0,80 (в Україні — 0,53—0,77). Хвіст ламкий, здатний до регенерації. Основа хвоста в самців потовщена (біля анального отвору розташовані парні копулятивні органи). Кінцівки відносно довгі, з циліндричними або трохи стислими з боків пальцями. Кисть задньої ноги звичайно менша, ніж довжина голови або рівна їй. Голова з досить масивним і відносно високим (не сплощеним) черепом; на крилоподібних кістках присутні зуби. Повіки розділені і рухливі, нижні вкриті лускою. У самців голова більш масивна, ніж у самок. Маса тіла до 45 г.

### Лускатий покрив
Тіло вкрите відносно невеликою лускою. Спинна луска вузенька (витягнута), з добре вираженими реберцями. Бічна луска більша за спинну, гладенька. Навколо середини тулуба (Sq.) 33—54 лусок, не рахуючи черевних щитків. Черевні щитки більш-менш чотирикутні, гладенькі, розташовані в 6 поздовжніх рядів і 23—29 поперечних у самців та 25—34 у самиць. Анальний щиток середнього розміру, його ширина значно більша за довжину; він півколом оточений 2 рядками навколоанальних щитків. Стегнові пори (P.fm.) в кількості від 9 до 21 (частіше 14—17) доходять до колінного згину. Луска на хвості зверху і знизу з реберцями і згрупована в широкі і вузькі кільця, які, чергуються, охоплюючи хвіст. Навколо 9—10 кільця хвоста більше 25 лусок.
Голова вкрита симетричними щитками різного розміру. Міжщелепний щиток, як правило, не торкається ніздрі. Задньоносових щитків 1—3. Вилицевих щитків до 6. Вилично-носовий щиток 1, рідше 2. Попереду підорбітального звичайно 6, рідше 3 або 5 верхньогубних щитків. Між надорбітальними і верхньовійковими може бути розташовано до 12 зерняток, але на більшій частині ареалу їх нема зовсім. Центральноскроневий щиток звичайно виражений. Барабанний щиток, як правило, нерозвинений. Верхньоскроневих щитків звичайно 2; вони більш-менш однакового розміру. Комір добре виражений, зазубрений, складається з 7—12 лусок. Кількість горлових лусок і зерняток від нижньощелепних щитків до середини коміра (G.) 14—25 (частіше 18—19).

### Забарвлення
Забарвлення верхньої частини тіла в самців варіює від жовтувато-бурої, салатової, зеленуватої до яскраво-зеленої (особливо в старих самців), у самиць — від жовтувато-коричневої, коричневої до бурувато-сірої, рідко — зеленої. Зелений колір  ящірки прудкої має синюватий відтінок, у ящірки зеленої — жовтуватий. Уздовж хребта тягнуться 1—2 ряди темних плям неправильної форми. На боках у самиць звичайно є добре виражені ряди світлих плям у темній облямівці. Горло та черево у самців зеленувате, жовтувате або блакитнувате, у самиць — білувате, звичайно з дрібними темними плямками. Трапляються темно забарвлені особини (меланісти). У період розмноження та восени зелені тони у самців стають яскравішими. Зустрічаються деякі специфічні типи забарвлення, серед яких найзвичайнішими є дві: 1) аберація erythronotus — іржаво-коричневого, червонувато-коричневого або кофейного кольору, у самців із зеленуватим відтінком; 2) аберація immaculata — забарвлення тіла одноколірне, в самиць мишачого або коричневого кольору та яскраво-зеленого кольору в самців.
Молоді особини бурувато-сірі або коричневі з 1 або 2 темними смугами уздовж хребта, які облямовані вузькими, світлими, іноді переривчастими лініями. По боках тулуба іде ряд світлих вічок, оторочених неправильними темними кільцями (у дорослих самиць вони яскравіші). По мірі росту спина зеленішає, а смуги розпадаються на окремі плями.

## Поширення
Поширена майже на всій території Європи, а також на схід до північного заходу Монголії. Виняток становлять території Піренейского півострову, західної і південно-східної Франції, більшої частини Великої Британії, Італії (тільки ізольовані колонії), європейської частини Туреччини і більшої частини Греції. Ареал проживання простягається до Азії й обмежується на сході до північного Прибайкалля і південного Забайкалля, Кавказу, на півдні Казахстану і гір східної частини Середньої Азії. На півночі її розповсюдження обмежене 60 ° північної широти.
В Україні ящірка прудка поширена по всій території і представлена 4 підвидами, зокрема Lacerta agilis agilis (західні області), Lacerta agilis chersonensis (переважно Правобережжя), Lacerta agilis exigua (переважно Лівобережжя) і Lacerta agilis tauridica (Гірський Крим).

## Місця проживання
Ксеромезофільний вид плазунів. Населяє різноманітні біотопи, зокрема луки, помірно сухі відкриті місця по долинах річок, на схилах і днищах балок та яруг, посеред хвойних, змішаних, листяних лісів і чагарників (узлісся, галявини, просіки, узбіччя доріг, порубки тощо), розріджені лісосмуги з прилеглими трав'янистими ділянками, сади, виноградники, узбіччя автошляхів. Не уникає урбанізованих ландшафтів. Місцями проникає в зону напівпустель та на околиці пісків. У горах тримається переважно помірно остепнених схилів, а також суходільних і гірських лук, узлісь гірських лісів і чагарників, відома до висоти 3500 м над рівнем моря (Киргизстан).
В Україні ящірка прудка населяє біотопи, характерні для інших частин ареалу. Вони мешкають на галявинах, відкритих сонячних схилах горбів та гір, на сухих луках, місцях, що заросли рідким чагарником, у соснових лісах, а також на полях, городах і садах. Уникає сирих та тінистих лісів, сирих луків, хоч часто зустрічається коло відкритих боліт.
Загалом ящірка прудка є найевритопнішим видом з усіх плазунів фауни України. Вона населяє найрізноманітніші біотопи усіх природних зон країни і уникає лише дуже вологих темних лісів (наприклад, грабових груд у Лісостепу), мокрих луків і сипких, позбавлених рослинності або слабозадернованих дюнних пісків (кучугур). У лісових районах (Полісся, Карпати, Крим) ящірки тримаються переважно на узліссях, галявинах, порубках, вздовж шляхів і т. п. У відкритих місцевостях вони звичайні повсюди, в тому числі на заплавних луках, де концентруються на підвищених місцях, на суходільних луках, по балках, перелогах серед лучного і чагарникового цілинного степу. На сільськогосподарських землях найчастіше трапляються по межах, лісосмугах, обочинах доріг з трав'янистою рослинністю. У приморських районах можуть населяти задерновані черепашково-піщані дюни і навіть околиці солончаків. У населених пунктах ящірки звичайні на їх околицях, зокрема в парках, садах, на кладовищах, городах і баштанах.

## Чисельність
Ящірка прудка вважається зникаючим видом і охороняється у багатьох країнах Західної Європи, на відміну від Східної Європи, де вона — звичайний, місцями численний вид, у тому числі в Україні.
У Західному Передкавказзі, Саратівській і Рязанській областях Росії чисельність (щільність популяції) ящірки прудкої становить відповідно 120—1000, 17—403 і 20—130 ос./га. В Україні цей вид є численним на більшій частині території, де його чисельність може становити до 300 ос./га.

## Сезонна активність
Навесні на півдні ареалу ящірки з'являються в березні, на півночі та в горах — у квітні або навіть на початку травня. Активні вдень. Швидко рухаються по землі та серед трави, нерідко збираються на кущі та дерева. Добре плавають, можуть стрибати у воду, втікаючи від хижака. Як сховища використовують нори гризунів, пустоти серед каміння та при основі дерев, дупла дерев і щілини в старих пеньках, купи хмизу, а також неглибокі власні нори завдовжки до 70 см з одним або двома входами. Індивідуальна ділянка становить від 15 до 250 м².
В Україні ящірки з'являються навесні в південних районах (у Причорномор'ї) у середині березня, у північніших районах (в Київській області) — в кінці березня — перші дні квітня. Масове з'явлення ящірок спостерігається у І декаді квітня. Дорослі ящірки вилазять із зимових сховищ на 2—3 дні раніше від молодих. До середини травня ящірки з'являються на поверхні звичайно через 1,5—2,5 години після сходу сонця і полюють весь день без перерви. У літні місяці вони виходять із нічних сховищ із сходом сонця. В окремих районах, переважно південних, в середині дня (з 11 до 16 години) рухова активність ящірок різко зменшується і вони переходять у тінь та ховаються в тимчасових (денних) сховищах. Малоактивні вони також у погану погоду. Восени, у вересні — жовтні, ящірки активні в середині дня з 10—11 до 16—17 годин. На зимівлю дорослі ящірки уходять у кінці вересня, молоді пізніше — звичайно на початку жовтня. Зимують у норах гризунів та інших тварин, різноманітних пустотах нижче рівня промерзання ґрунту.

## Розмноження. Розвиток
Ящірка зелена належить до яйцекладних плазунів. Парування відбувається в Україні в кінці квітня — на початку травня. У цей час між самцями відбуваються жорстокі бійки. Самець і самиця можуть деякий час триматися разом і користуватись одним сховищем. Вагітність у самиць триває 6—8 тижнів. Самиці з другої половини травня відкладають від 4 до 15 яєць (залежно від віку) розміром 7—11 × 11,5—16,8 мм. Вибравши сонячне місце з пухким ґрунтом, самиця вириває там ямку завглибшки 6—7 см, відкладає туди яйця і засипає їх землею. Інкубаційний період становить 50—55 днів. В окремих районах ареалу самиці можуть робити 2 кладки (друга кладка — у другій половині літа). У цього виду відмічені кілька кладок після одиничного весняного лонгованого запліднення. Наприкінці липня — в середині липня з'являються молоді ящірки до 23—34 мм завдовжки (L.). Статева зрілість настає на третьому році життя (після другої зимівлі) при довжині тіла (L.) близько 8 см.

## Живлення
Живляться різноманітними безхребетними. Харчовий раціон складається в переважно з комах, зокрема з жуків (20—77 % зустрічальності), метеликів і гусінні (12—48 %), перетинчастокрилих (8—24 %), прямокрилих (6—78 %), двокрилихдвокрилих (6—22 %), бабок (3—11 %), клопів (3—11 %), а також із пауків (5—40 %), молюсків (до 11 %), мокриць (до 9 %) та земляних черв'яків (до 6 %).
В Україні ящірки живляться переважно комахами, зокрема твердокрилими (54 %), прямокрилими (16 %) і перетинчастокрилими (13 %), клопами, гусінню, двокрилими,  а також пауками, багатоніжками, наземними молюсками, дощовими червами та ін. Зрідка трапляються також хребетні, зокрема молодь ящірок. Серед комах у складі поживи виявлені представники всіх основних рядів: твердокрилі (у тому числі скакуни, жужелиці, наривники, ковалики, шкіроїди, чорнотілки, малинники, скрипуни, листогризи, довгоносики, пластинчастовусі), прямокрилі, клопи, перетинчастокрилі (мурашки, бджоли, наїзники, трачі), двокрилі (комарі, мухи, ктирі та ін.) та лускокрилі (переважно гусінь метеликів різних родин).
Кормовий раціон ящірки прудкої та його зміни протягом року цілком залежить від фауни безхребетних в даному регіоні/біотопі та їх сезонної динаміки. Так, в Київській і Черкаській областях основу поживи складають твердокрилі (54 %), прямокрилі (16 %) і перетинчастокрилі. На початку і в середині літа відносна кількість і зустрічальність твердокрилих у раціоні знижується, а натомість підвищується питома вага прямокрилих, кількість яких у серпні зменшується. Максимальна кількість павуків у шлунках ящірок припадає на липень — серпень, коли чисельність павуків найвища. Те саме спостерігається із гусінню (один максимум в травні – червні і другий в серпні – відповідно до двох основних генерацій).

## Вороги. Паразити
Ворогів у ящірки прудкої багато. Вона часто стає здобиччю змій, зокрема мідянки, вужа звичайного, полоза жовточеревого, гадюк звичайної і степової, а також птахів (лелека білий, лелека чорний, луні, боривітри, канюк, осоїд, змієїд, шуліка чорний, крук, ворона сіра, сорокопути, мартини) і ссавців (лисиця, собака єнотоподібний, вовк, тхорі, куниця кам'яна тощо). Молодь входить до кормового раціону ящірки зеленої.
Значна частина ящірок, особливо дорослих, заражена личинками та німфами іксодових кліщів, які звичайно локалізуються на барабанних перетинках, під коміром та під пахвами.

## Охорона
Стан більшості природних популяцій виду в межах ареалу залишається більш-менш стабільним. Саме тому він, згідно Червоного списку МСОП, отримав охоронний статус «відносно благополучний вид». Але в окремих регіонах спостерігається тенденція до зниження чисельності популяції виду. Тому ящірка прудка занесена до Додатку ІІ Бернської конвенції (охоронна категорія: вид потребує особливої охорони) та Директиви Європейського Союзу 92/43/ЄС «Про збереження природних оселищ та видів природної фауни і флори» (Додаток IV. Види рослин і тварин, що становлять особливий інтерес для Європейського Союзу, які потребують суворих заходів охорони). Вид занесений до Червоних книг багатьох країн у західній частині ареалу. Він охороняється національним законодавством у більшості країн свого ареалу, включаючи весь Європейський Союз і Китай.
Основними загрозами для існування виду є: 1) скорочення середовища проживання внаслідок урбанізації, переходу до інтенсивного сільськогосподарського використання (особливо втрата лісосмуг, природних пасовищ та інших відповідних середовищ існування); 2) фрагментація ареалу; 3) заліснення відкритих ландшафтів; 4) розвиток прибережного та альпійського туризму; 5) втрата традиційних практик лісового господарства; 6) загибель на дорогах; 7) загибель від домашніх котів. Вид знаходиться під загрозою зникнення на більшій частині північно-західної частини свого ареалу, включаючи Великобританію, Скандинавію та Північну Німеччину.
Ящірка прудка мешкає на багатьох природно-заповідних територіях, розташованих у межах ареалу, у тому числі в Україні. Вона добре переносить утримання в тераріумі та успішно розмножується в неволі, що зменшує тиск на природні популяції. Потрібен моніторинг субпопуляцій виду і дослідження загроз для маловивчених європейських субпопуляцій. Особливого захисту потребує субпопуляція в Кримських горах в Україні ("Lacerta agilis tauridica").

## Практичне значення
Ящірка прудка вважається дуже корисною твариною, тому що до її харчового раціону входить багато комах, які є шкідниками сільського господарства, зокрема жуки-кузьки, хрущі, довгоносики, листогризи, коники, клопи, гусінь тощо. Кількість шкідливих форм у вмісті шлунка перевищує 50 % при майже 100 % зустрічальності, в той час як корисні становлять менше 1 %, а їх зустрічальність не перевищує 3—5 %.
Між тим, як і всі ящірки, цей вид має певне епідеміологічне значення як тимчасовий хазяїн іксодових кліщів — переносників трансмісивних захворювань свійських тварин і людини.
Ящірка прудка є об'єктом торгівлі домашніми тваринами, але в кількості, яка навряд чи буде значною. Існують окремі місцеві спільноти тераріумістів в Європі, на Кавказі, в Китаї, і, ймовірно, в інших місцях ареалу, але немає значної міжнародної торгівлі.

## Систематика
Один із 10 видів роду ящірок (Lacerta).
Внутрішньовидова систематика ящірки прудкої залишається дискусійною. Станом на 2024 рік загальновизнаними є 11 підвидів:
- Lacerta agilis agilis — Ящірка прудка західна
- Lacerta agilis argus
- Lacerta agilis boemica
- Lacerta agilis bosnica
- Lacerta agilis brevicaudata
- Lacerta agilis chersonensis
- Lacerta agilis exigua — Ящірка прудка східна
- Lacerta agilis grusinica
- Lacerta agilis ioriensis
- Lacerta agilis mzymtensis
- Lacerta agilis tauridica

Західну частину ареалу населяють номінативний підвид Lacerta agilis agilis (більшість країн Західної Європи) і  Lacerta agilis bosnica (Боснія і Герцеговина, Хорватія, Греція, Болгарія).  У Східній Європі та азійській частині ареалу поширені ще 9 підвидів. Lacerta agilis chersonensis мешкає в Молдові, Правобережній Україні, Білорусі, Прибалтиці, Ленінградській області та Карелії (Росія). На сході, приблизно від лівого берега Дніпра, існує вузька область інтерградації із східним підвидом Lacerta agilis exigua, який займає всю східну частину ареалу включно із Кримом і Передкавказзям на півдні. Lacerta agilis boemica поширена в Південній Росії (Дагестан), і на Північному Кавказі. Lacerta agilis grusinica населяє чорноморське узбережжя і передгірські райони Кавказу в Краснодарському краї, Абхазії, Колхідській низовині та Аджарії. Lacerta agilis brevicaudata мешкає у Вірменії, Грузії та Азербайджані. Поширення Lacerta agilis ioriensis обмежується верхів'ями р. Іорі (Північна Грузія), а Lacerta agilis mzymtensis — верхів'ями р. Мзимта (Західний Кавказ). Lacerta agilis tauridica мешкає в Гірському Криму.
В Україні мешкають підвиди L. a. chersonensis, L. a. agilis, L. a. exigua і L. a. tauridica. Підвиди західної групи (L. a. chersonensis, L. a. agilis) мають дві світлі спинні смужки, що часто розпадаються на окремі плями, або навіть зовсім відсутні, особливо в L. a. agilis (серед них зустрічаються червоноспинні особини, у яких смуги відсутні, а спина забарвлена в рівний червоний або коричнево-червоний колір). У самців цих підвидів під час шлюбного періоду у зелений колір забарвлюються тільки боки, тоді як у східних підвидів, зокрема в Lacerta agilis exigua — східної ящірки прудкої, самці можуть бути цілком зеленими, а на спині присутні три суцільні світлі смуги. Трапляються морфи: L. a. exigua immaculata concolor — самці повністю однотонно яскраво-зелені без плям, забарвленням подібні до ящірки зеленої від якої відрізняються зеленим (а не синім) горлом і світло-зеленим (а не жовтим) черевом; L. a. agilis viridinota — дуже насиченого зеленого кольору, з плямистими боками й зеленою однотонною спиною. Підвид L. agilis agilis має багато строкатих кольорових варіацій, особливо різноманітні за малюнком ящірки з Німеччини. Південні кольорові варіації часто мають майже однотонне забарвлення; нерідко на півдні ареалу (Кавказ, Передкавказзя, Кубань) самки теж бувають зеленими. У Приазов'ї також нерідко трапляються ящірки без плям.

## Галерея

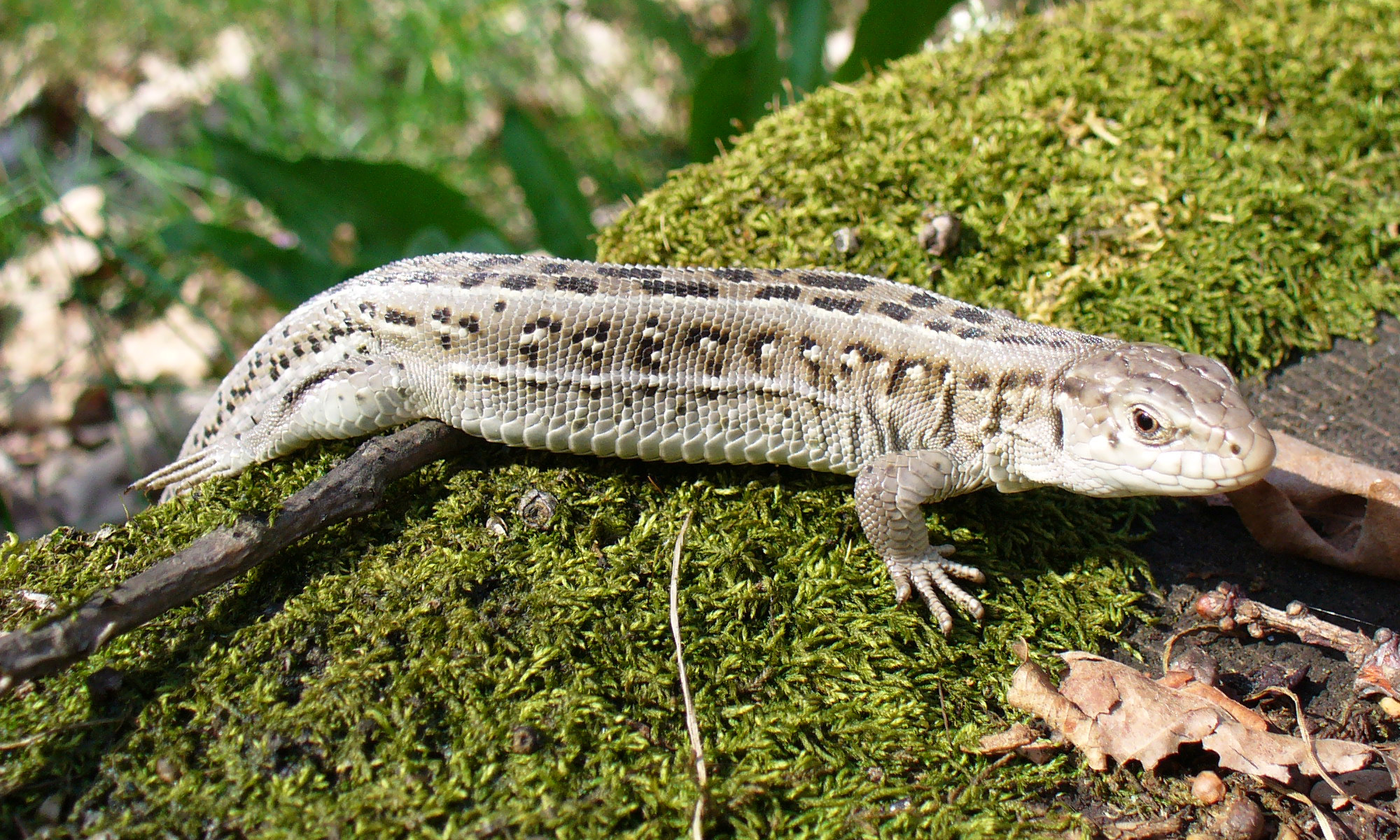
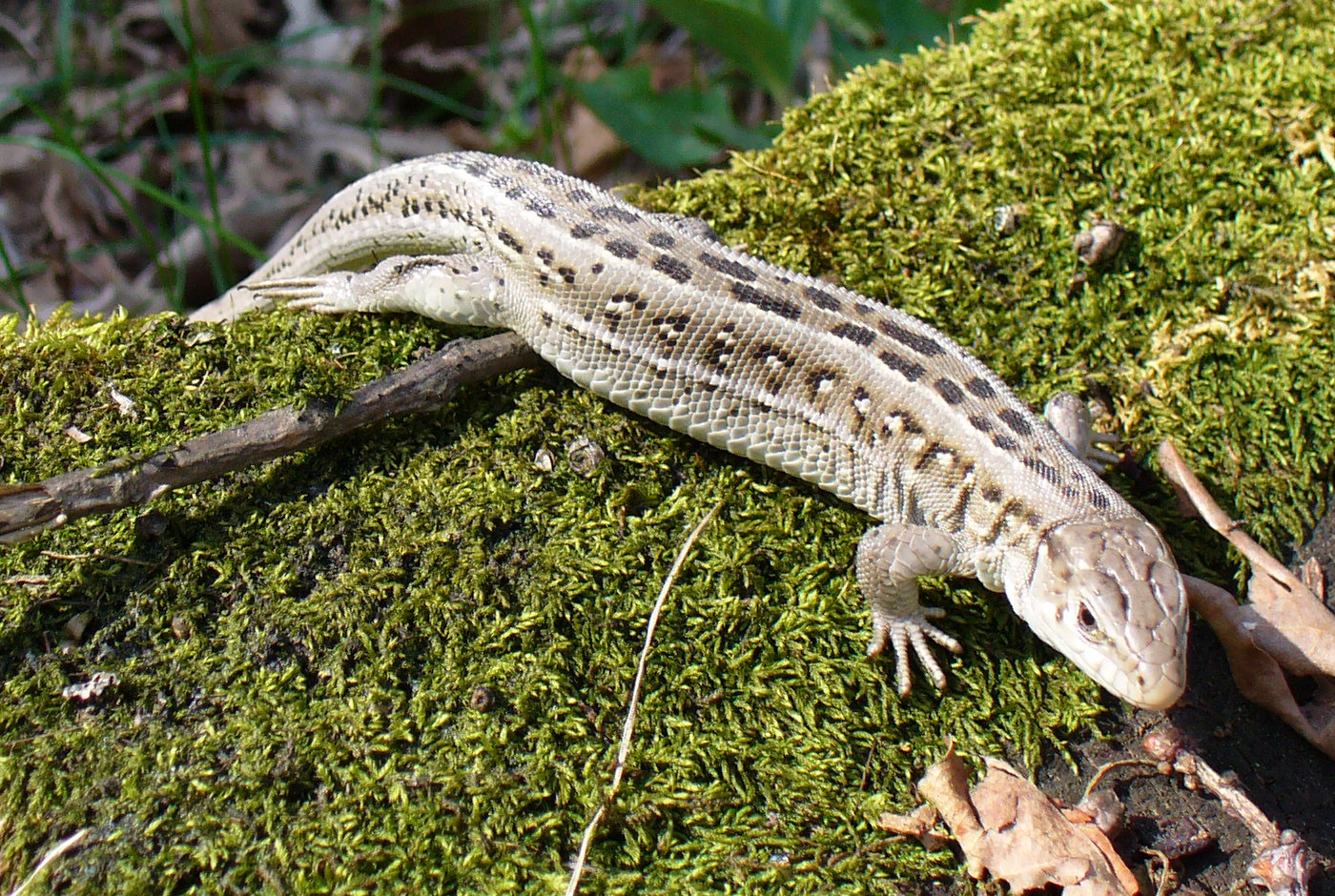
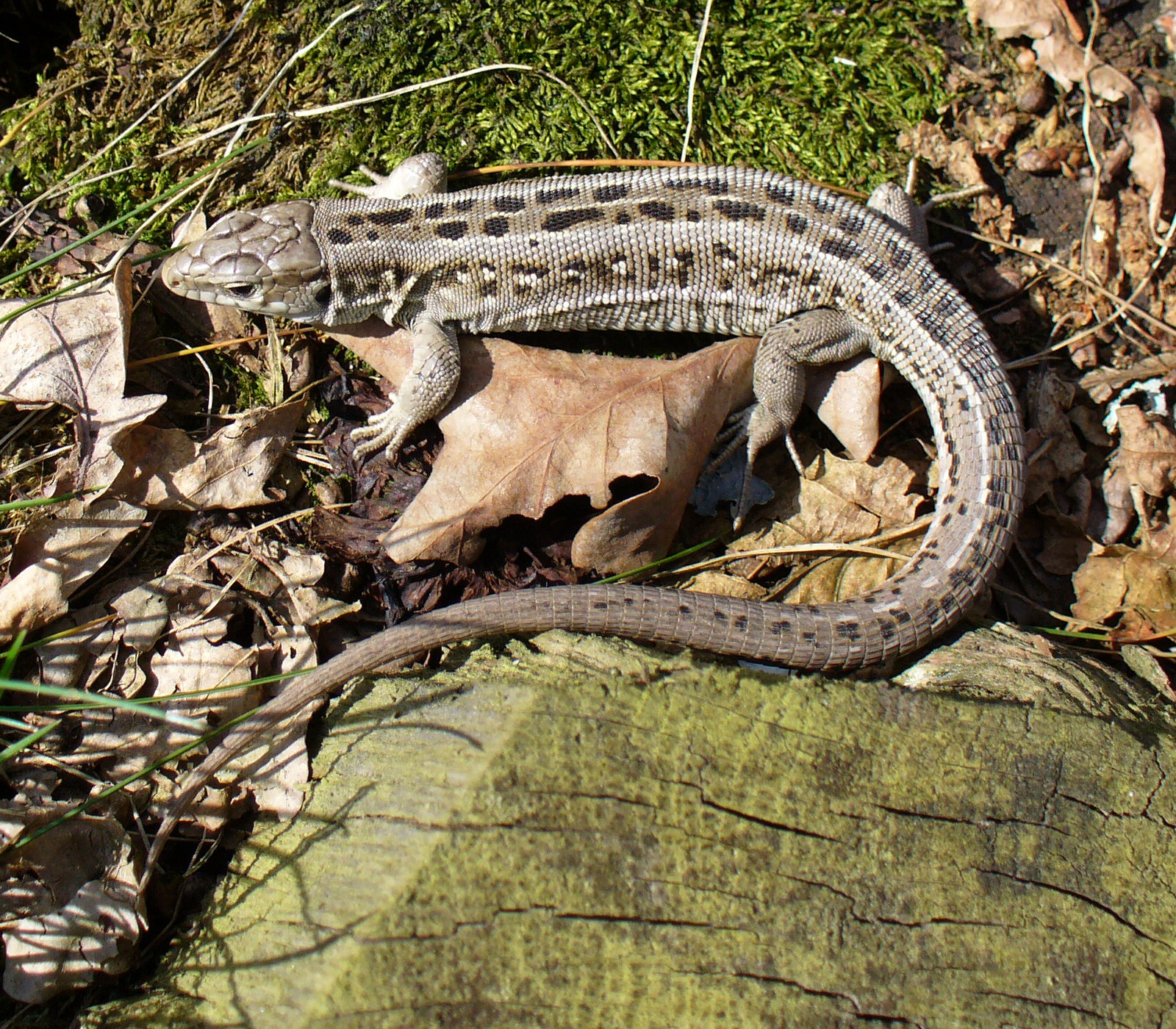
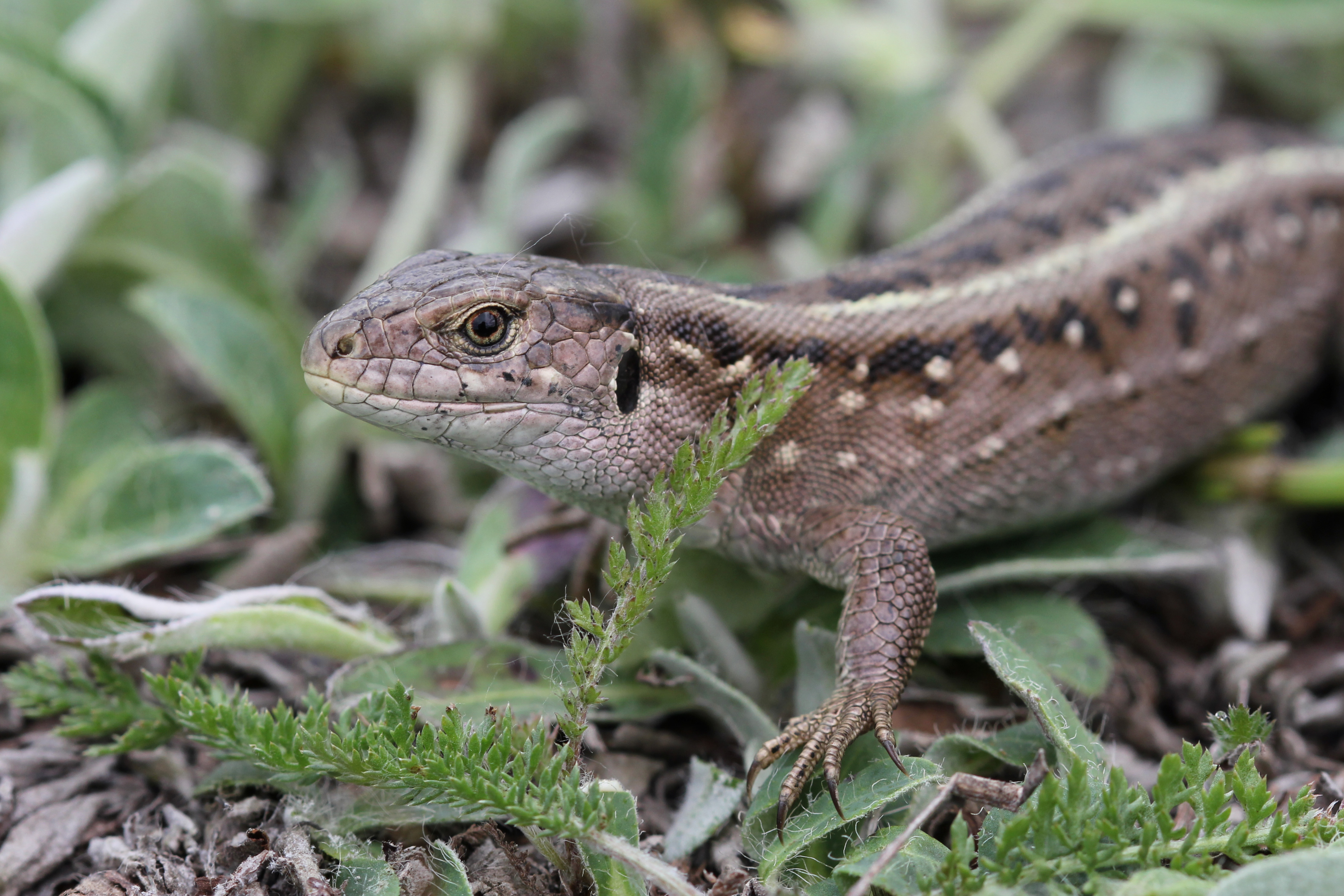
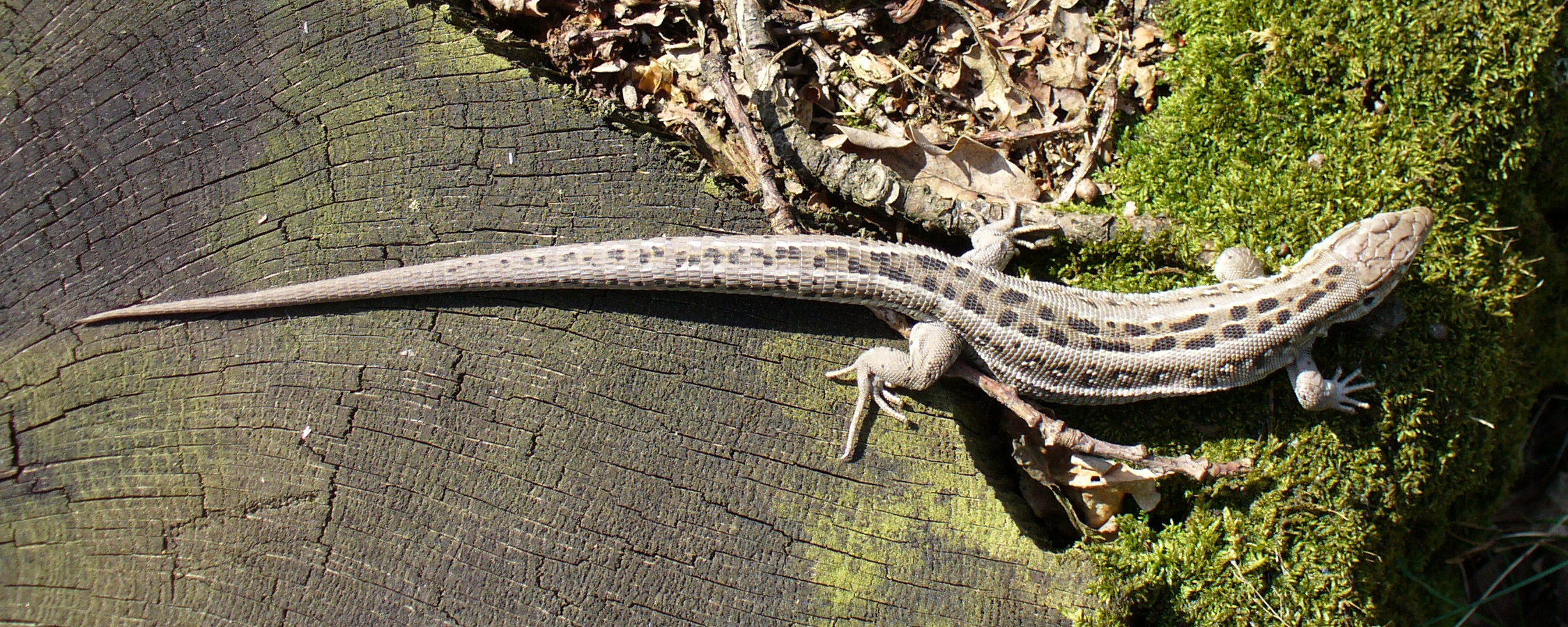
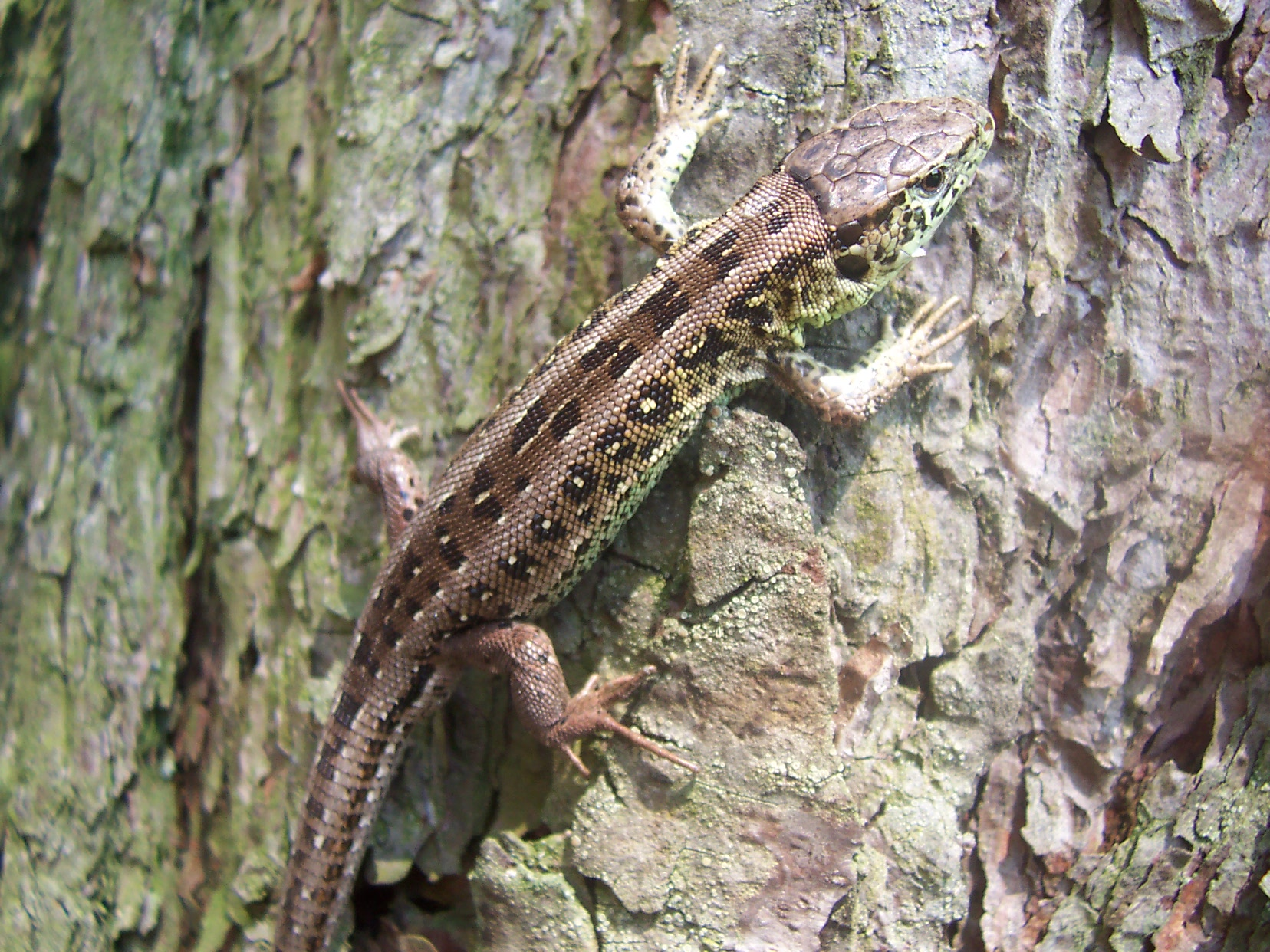
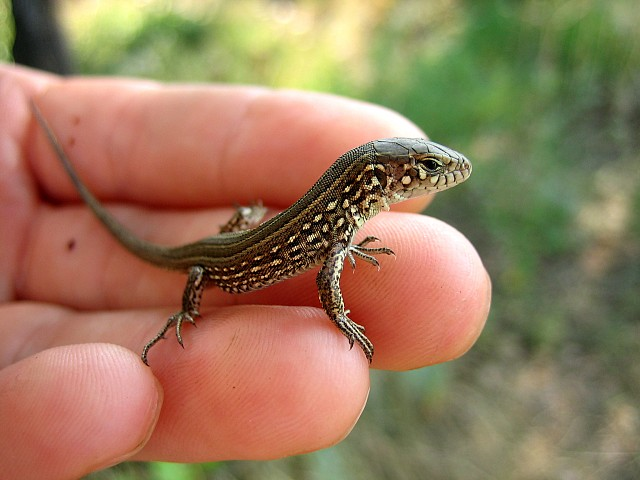
Ящірка прудка (Волгоградська область)
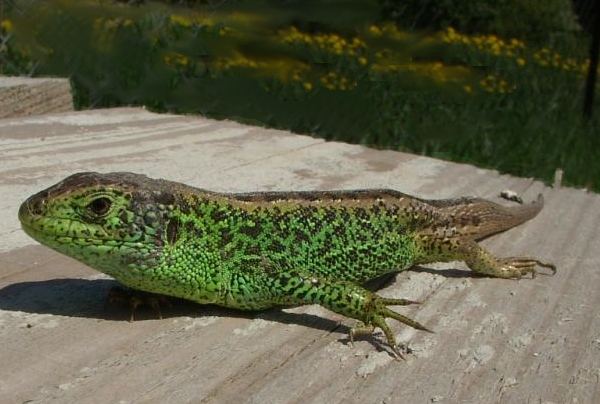
Самець ящірки прудкої, що змінив колір в шлюбний період